# Coralie Demay

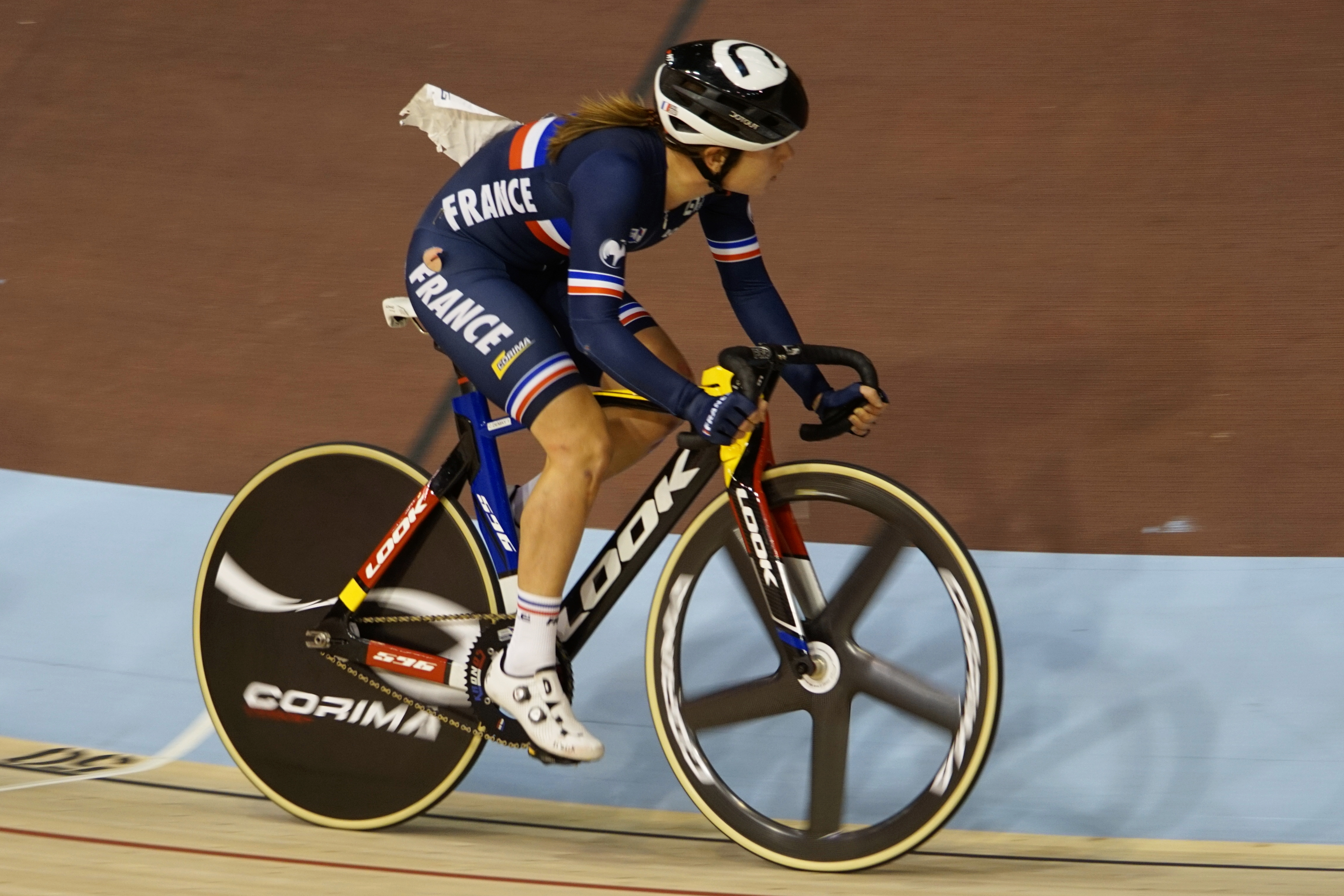
Demay beim Punktefahren der Bahn-EM 2017

Coralie Demay (* 10. Oktober 1992 in Elven) ist eine französische Radsportlerin.

## Sportliche Laufbahn
Coralie Demay begann im Alter von acht Jahren mit dem Radsport, um „Dampf abzulassen“, wie sie später selber sagte. Als ihr Vater, ein Berufssoldat, nach Togo versetzt wurde, legte sie eine „Pause“ ein. Nachdem die Familie nach Frankreich zurückgekehrt war, nahm sie im Alter von 15 Jahren den Radsport wieder auf.

Trainiert wird sie von Gaël Le Bellec und neben dem Radsport machte sie eine Ausbildung in Chemie. 2011 stand sie zum ersten Mal bei französischen Meisterschaften auf dem Podium und wurde Dritte im Punktefahren.
2014 startete Demay bei den Bahneuropameisterschaften auf Guadeloupe und damit erstmals in einem internationalen Elite-Wettbewerb. Mit dem französischen Bahn-Vierer aus Margot Dutour, Roxane Fournier und Pascale Jeuland wurde sie Vierte. 2016 wurde sie gemeinsam mit Eugénie Duval, Jeuland und Fournier französische Meisterin in der Mannschaftsverfolgung.
Beim ersten Lauf des Bahnrad-Weltcups 2016/17 in Glasgow belegte sie mit Fournier, Laurie Berthon und Élise Delzenne in der Mannschaftsverfolgung Rang drei, im Zweier-Mannschaftsfahren mit Berthon Platz zwei.
2017 errang Coralie Demay fünf nationale Titel, in Einerverfolgung, Scratch, Punktefahren, Omnium und Mannschaftsverfolgung (mit Marie Le Net, Maryanne Hinault, Typhaine Laurance und Lucie Jounier). Im September entschied sie die Tour d'Irlande für sich. 2018 errang sie auf der Bahn drei weitere nationale Titel, auf der Straße wurde sie Fünfte der Gesamtwertung der Tour of Chongming Island. 2021 startete sie bei den Olympischen Spielen in Tokio in drei Disziplinen: im Keirin (=23.), im Sprint (29.) sowie in der Mannschaftsverfolgung (7.).

## Erfolge

### Bahn
2016
- Französische Meisterin – Mannschaftsverfolgung (mit Eugénie Duval, Pascale Jeuland und Roxane Fournier)

2017
- Französische Meisterin – Einerverfolgung, Scratch, Punktefahren, Omnium, Mannschaftsverfolgung (mit Marie Le Net, Maryanne Hinault, Typhaine Laurance und Lucie Jounier )

2018
- Französische Meisterin – Scratch, Einerverfolgung, Omnium

2019
- Französische Meisterin – Einerverfolgung, Zweier-Mannschaftsfahren (mit Clara Copponi)

### Straße
2019
- La Périgord Ladies

2022
- Bergwertung und eine Etappe Tour Cycliste Féminin International de l’Ardèche